# Рыжов, Ким Иванович
Ким Ива́нович Рыжо́в (3 мая 1931, Ленинград — 25 мая 1999, Санкт-Петербург) — советский и российский сценарист, поэт-песенник.

## Биография
В 1950-х годах учился в ЛЭТИ, участвовал в институтской самодеятельности. В 1953 году он со студентами поставил свой первый мюзикл «Весна в ЛЭТИ», музыку к которому сочинил студент того же института, будущий композитор Александр Колкер. С 1960 года Ким Рыжов стал работать как профессиональный автор мюзиклов («Свадьба Кречинского», «Дело») и поэт-песенник, сочиняя тексты песен для спектаклей в ленинградских театрах и кинофильмов.
Работал преимущественно с Александром Колкером, но также и с другими композиторами: Геннадием Гладковым, Андреем Петровым, Анатолием Кальварским, Станиславом Пожлаковым, Игорем Цветковым. Песни на стихи Кима Рыжова исполняли: Лидия Клемент, Алиса Фрейндлих, Михаил Боярский, Елена Дриацкая, Иосиф Кобзон, Людмила Сенчина, Виктор Кривонос, Эдуард Хиль.
Кроме того, Рыжов совместно с драматургами Михаилом Гиндиным и Генрихом Рябкиным писал скетчи для ленинградского театра миниатюр по приглашению Аркадия Райкина. Они работали под псевдонимом «Гинряры» либо «сёстры Гинряры», образованным по первым слогам их фамилий. Так, например, Гинряры полностью написали спектакли «На сон грядущий» (1958) и «От двух до пятидесяти» (1960).
«Гинряры писали сначала небольшие вещи <…>, — приводит слова Райкина в книге „Аркадий Райкин“ театровед Елизавета Уварова. — Мы их основательно впрягли в телегу, и они начали работать довольно лихо. Сделали для театра несколько программ. Они умели прислушиваться к нашим требованиям и пожеланиям. Молодцы — много и охотно переделывали, создавали новые и новые варианты. Жаль, но через какое-то время триумвират распался. Рыжов стал писать песенки, Рябкин — большие пьесы, и только Гиндин остался верен нашему жанру».
Ким Рыжов скончался 25 мая 1999 года, похоронен на кладбище Санкт-Петербургского крематория.

## Фильмография

### Сценарист
- 1964 — Зайчик
- 1974 — Свадьба Кречинского
- 1986 — Прекрасная Елена
- 1989 — Руанская дева по прозвищу Пышка
- 1991 — Чокнутые
- 1994 — Простодушный[3]

### Песни для кино
- 1964 — Зайчик («Гаснут на песке волны без следа», исп. Л. Быков)
- 1967 — Четыре страницы одной молодой жизни
- 1967 — Хроника пикирующего бомбардировщика («Туман», исп. С. Пожлаков)
- 1969 — Завтра, третьего апреля…
- 1970 — Волшебная сила
- 1971 — Мальчики
- 1972 — Бой с тенью
- 1972 — Последние дни Помпеи
- 1974 — Свадьба Кречинского
- 1975 — Шаг навстречу
- 1976 — Труффальдино из Бергамо
- 1979 — Трое в лодке, не считая собаки
- 1989 — Дон Сезар де Базан[7]
- 1989 — Руанская дева по прозвищу Пышка

## Песни для спектаклей
- 1976 — «Интервью в Буэнос-Айресе» (Театр Ленсовета)[8][9]

## Эстрадные песни
- «Гаснут на песке» (музыка Андрея Петрова), исполняет Эдуард Хиль
- «Зависть» (музыка Александра Колкера), исполняет Анатолий Королёв
- «Карелия» (музыка Александра Колкера), исполняет Лидия Клемент[10]
- «Не ошибись» (музыка Александра Колкера), исполняет Иосиф Кобзон
- «Песня учительницы» (музыка Александра Колкера), исполняет Людмила Сенчина
- «Простая песенка» (музыка Игоря Цветкова), исполняет Елена Дриацкая
- «Белая ночь» (музыка Анатолия Кальварского), исполняет Елена Дриацкая
- «Старый галстук» (музыка Анатолия Кальварского), исполняет Михаил Боярский
- «Стоят девчонки» (музыка Александра Колкера), исполняет Мария Пахоменко
- «Лестница в небо» (музыка Анатолия Кальварского), исполняет Михаил Боярский
- «Ещё не вечер!» (музыка Анатолия Кальварского), исполняет Михаил Боярский
- «Танцуем пока танцуется» (музыка Александра Колкера), исполняет Михаил Боярский[2]
- «Сумерки» (музыка Анатолия Васильева) исполняет ВИА «Поющие гитары»
- «Признание» (музыка Александра Колкера) исполняет Мария Пахоменко
- «Чудо-кони» (музыка Александра Колкера) исполняет Мария Пахоменко